# Nogaró Hotel
El 562 Nogaró Hotel (más conocido como Hotel Nogaró) se encuentra en la primera cuadra de Diagonal Sur (Av. Presidente Julio A. Roca), en el microcentro (barrio de Monserrat) de la ciudad de Buenos Aires, Argentina.

## Arquitectura
Fue proyectado por el arquitecto Ángel Pascual y se inauguró en 1931. El edificio se construyó sobre un terreno de la recién comenzada Diagonal Sur (que recién se terminaría en 1943), y fue uno de los primeros en ella, junto con el Palacio del Concejo Deliberante (hoy Legislatura). La parcela era de disposición inusual, ya que las medianeras son perpendiculares tanto a la diagonal como a la calle Adolfo Alsina, dando un formato irregular.
El Hotel Nogaró posee un subsuelo, sótano, planta baja y 9 pisos altos. Tiene su entrada principal por la Diagonal Sur, y su entrada de personal de servicio por la calle Alsina. Oiriginalmente, por el acceso principal se llegaba a un living room, un salón de lectura, fumoir, la superintendencia, la sala de espera, un jardín de invierno, las escaleras y teléfonos. Siguiendo hacia el otro extremo, se ubicó el Gran Comedor con capacidad para 900 comensales y altoparlantes que reproducían la orquesta del restaurante. Atrás se instaló la cocina, con ventilación por la calle Alsina y por un patio interno.
En el sótano se ubicaron las dependencias del garde manger, el frigorífico, refrigeradores y confitería. Para servir a todo el hotel se instalaron 2 ascensores rápidos, un montacargas y un montaplatos. En el subsuelo se construyó un patio andaluz, un Grill Room y un bar, a la usanza de la época. Además, un comedor para niños y una peluquería.

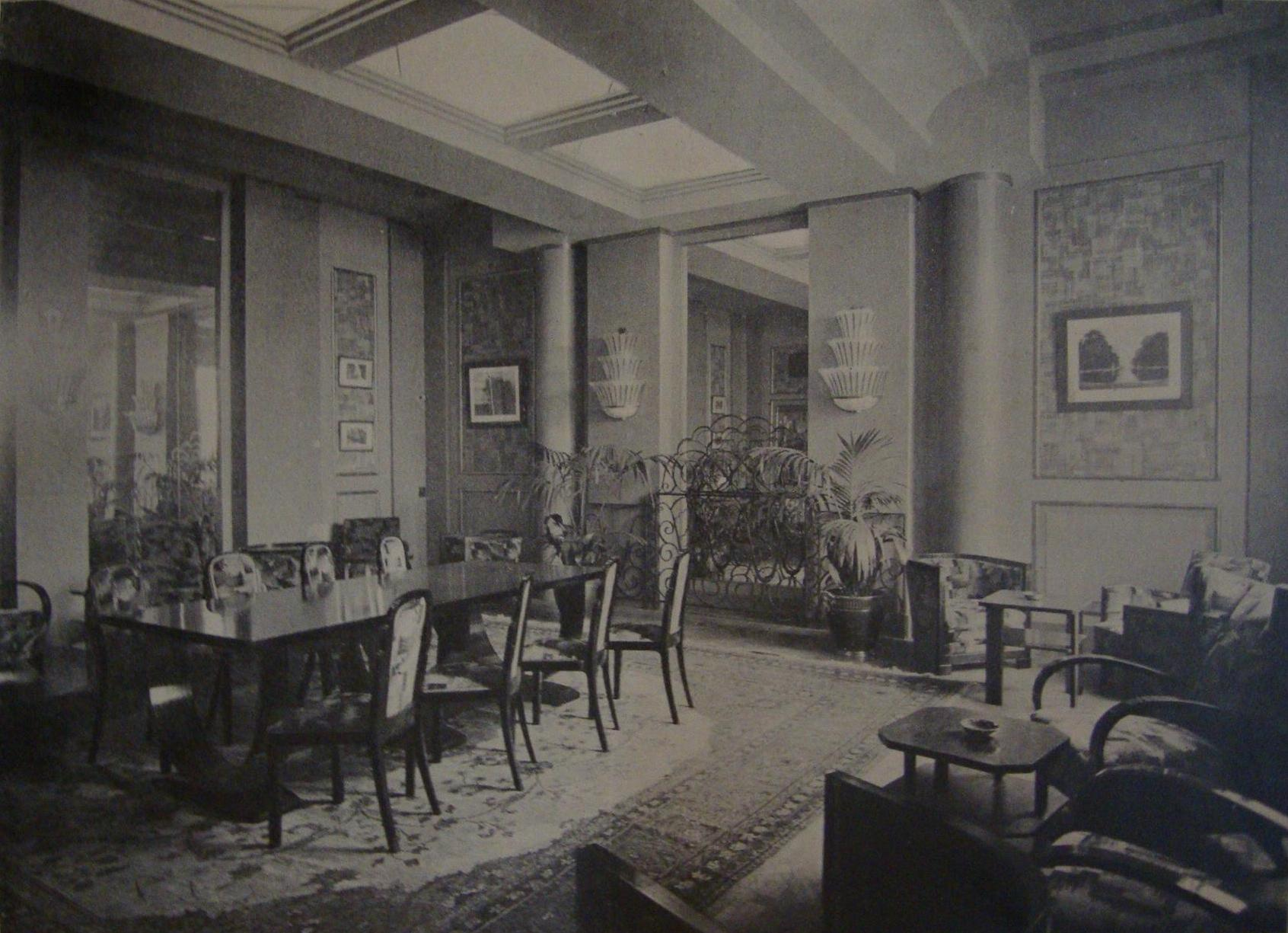
El living room original en 1931.

El Nogaró contó en su comienzo con 140 habitaciones equipadas como departamentos, con luz y ventilación natural, calefacción central, baño, teléfonos y campanillas. Las camas originales eran rebatibles, de tal manera que los dormitorios podían ser usados como salita durante el día. También contaban con roperos-placard que permitían ahorrar espacio. Los muebles originales fueron diseñados por Roberto Lefevre en estilo moderno, primando la funcionalidad y racionalidad.

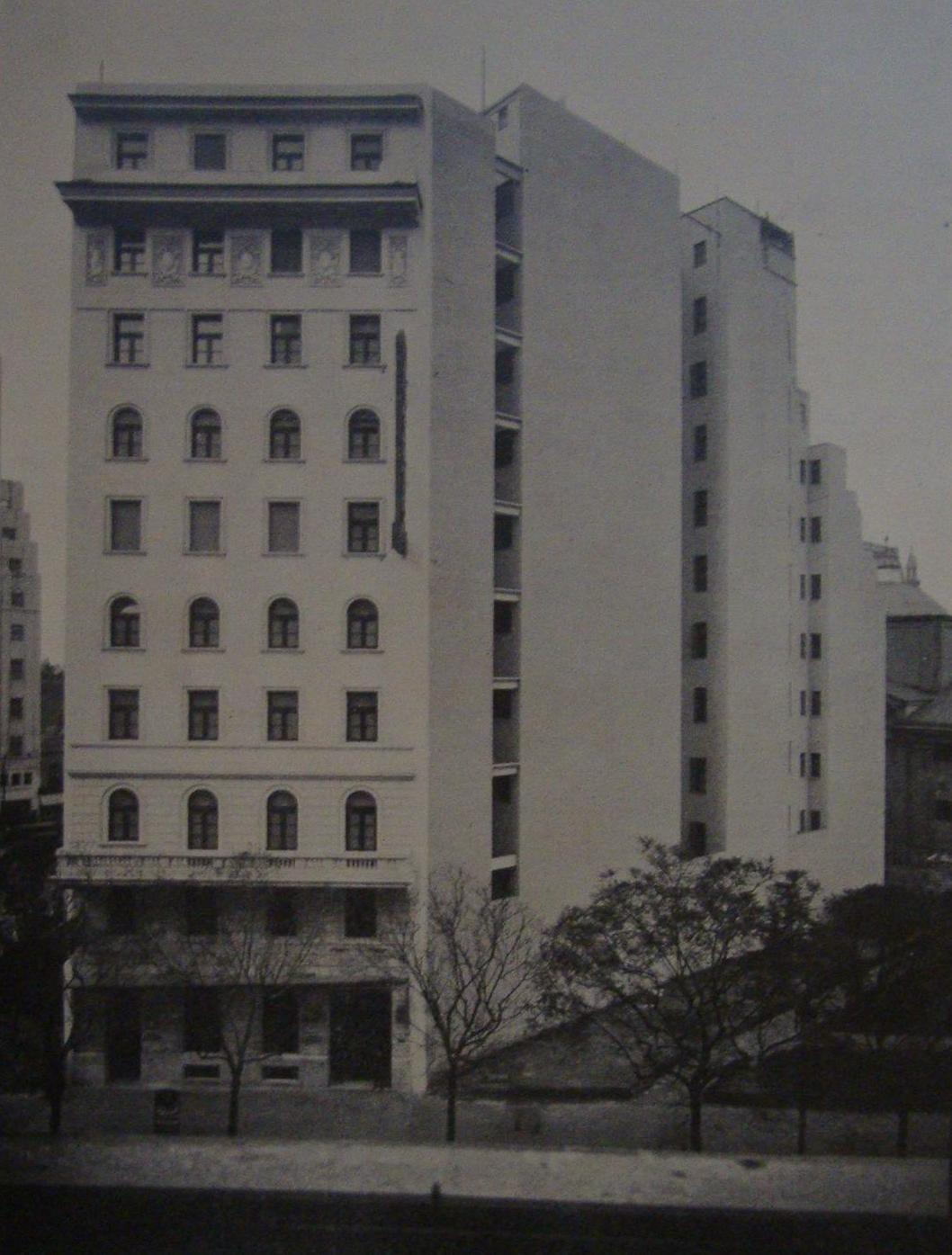
Vista del hotel en 1931.

El zaguán, hall de entrada y living room fueron decorados con mármoles revistiendo las paredes y vitrinas decorativas iluminadas. El Gran Comedor tuvo que recibir un tratamiento estético destinado a disimular las columnas y vigas necesarias para emplazarlo en el primer piso de un terreno irregular. Las paredes y pilastras fueron revestidas en madera de nogal, y el techo fue cubierto con un cielorraso con gargantas y bajo fondos para iluminación. 
El Nogaró Hotel fue refaccionado y modernizado en 2006, perdiendo gran parte de su decoración original, que fue reemplazada por otra de estilo actual.